# Manipulação de mercado
Manipulação de mercado é a tentativa deliberada de interferir com o livre e esperado comportamento do mercado financeiro. Ela geralmente ocorre ao se criar eventos falsos ou artificiais que interfiram no valor de determinado ativo financeiro.

## Brasil
No Brasil a manipulação de mercado é um crime contra a ordem financeira e é regido pela lei 10.303 de 2001. O tipo penal, previsto no art. 27-D da Lei 6385/1976, foi alterado pela Lei 13506/2017. Há poucas sentenças penais condenatórias referentes a esse delito, sendo a primeira delas proferida nos autos n.  0006193-78.2009.403.6181/SP, na Sexta Vara Federal de São Paulo, pelo juiz federal Marcelo Costenaro Cavali, já confirmada pelo TRF3. A segunda sentença penal condenatória foi proferida nos autos n. 5067096- 18.2012.4.04.7100/RS, na Sétima Vara Federal de Porto Alegre, pelo juiz federal Guilherme Beltrami, ainda pendente de apelação no TRF4. Há processos pendentes em que o Ministério Público Federal acusa Eike Batista, no Rio de Janeiro, e Joesley Batista, em São Paulo, relacionados ao delito. 
A manipulação de mercado também é considerada infração administrativa, regulada pela CVM na Instrução n. 08/1979. Há vários casos julgados na esfera administrativa. Mais recentemente, tem sido enquadrados como manipulação casos de spoofing, que consiste na colocação de diversas ordens de compra ou venda sem a intenção de realmente executá-las, para conseguir puxar o preço do valor mobiliário no sentido desejado pelo manipulador.  

## Portugal
Em Portugal é crime, tendo o banqueiro Jardim Gonçalves sido condenado a 2 anos de prisão por ter sido provado em tribunal que o cometeu.